# Benzoato de sodio
El benzoato de sodio, también conocido como benzoato de sosa o (E211), es una sal del ácido benzoico, blanca, cristalina y gelatinosa o granulada, de fórmula C6H5COONa. Es soluble en agua y ligeramente soluble en alcohol. La sal es antiséptica y se usa generalmente para conservar los alimentos. 
C6H5-COOH + NaOH ↔ NaC6H5CO2 + H2O

## Usos
Como aditivo alimentario es usado como conservante, matando eficientemente a la mayoría de levaduras, bacterias y hongos
. El benzoato sódico sólo es efectivo en condiciones ácidas (pH,-6) lo que hace que su uso más frecuente sea en conservas, en aliño de ensaladas (vinagre), en bebidas carbonatadas (ácido carbónico), en mermeladas (ácido cítrico), en zumo de frutas (ácido cítrico) y en salsas de comida china (soja, mostaza y pato). También se encuentra en enjuagues de base alcohólica y en el pulido de la plata. Más recientemente, el benzoato sódico viene estando presente en muchos refrescos como Sprite, Fanta, Coke Zero. El sabor del benzoato sódico no puede ser detectado por alrededor de un 35 % de la población, pero para los que han probado el producto químico, tienden a percibirlo como dulce, salado o a veces amargo.
También se utiliza en pirotecnia, como combustible en la mezcla del polvo que produce un silbido cuando es comprimida y encendida en un tubo.
En la naturaleza lo podemos encontrar en arándanos, pasas, ciruelas pasas, canela, clavos de olor maduros y manzanas.
Los gatos tienen una tolerancia perceptiblemente más baja contra el ácido benzoico y sus sales que las ratas y ratones. Sin embargo, está permitido como aditivo del pienso (alimento) hasta en un 0,1 %.

## Mecanismo de conservación de los alimentos
El mecanismo comienza con la absorción del ácido benzoico por la célula. Si el pH intracelular cambia a 5 o más bajo, la fermentación anaerobia de la glucosa con fosfofructocinasa es disminuida un 100 %.

## Seguridad y salud
La FDA (Administración de Alimentos y Medicamentos) de los Estados Unidos designa al benzoato de sodio como «generalmente considerado seguro». El Programa Internacional sobre la Seguridad Química no encontró ningún efecto nocivo en seres humanos para dosis de 647-825 mg/kg de masa corporal por día.
El Comité Mixto FAO / OMS de Expertos en Aditivos Alimentarios (JECFA) ha evaluado el ácido benzoico y sus sales varias veces y encontraron que son aceptables para su uso en los alimentos. La última revisión se llevó a cabo en 2021.
Cerca de 50 países en cinco regiones del Codex permiten el uso de ácido benzoico y sus sales en los niveles de 1000 ppm o mayores. Estos países incluyen los Estados Unidos, Canadá y México.[cita requerida]

## Otros efectos
También se ha descubierto que el benzoato de sodio, un metabolito de la canela, regula en sentido positivo las moléculas vinculadas con la plasticidad cerebral, estimula el influjo de calcio sensible a NMDA y a AMPA y aumenta, además, la densidad de espinas en cultivos de neuronas del hipocampo.